# Malcolm Williams
Pour les articles homonymes, voir Williams.
Malcolm Edgar Williams, né le 16 juillet 1870 à Spring Valley (comté de Fillmore, Minnesota) et mort le 10 juin 1937 à New York (État de New York), est un acteur américain.

## Biographie

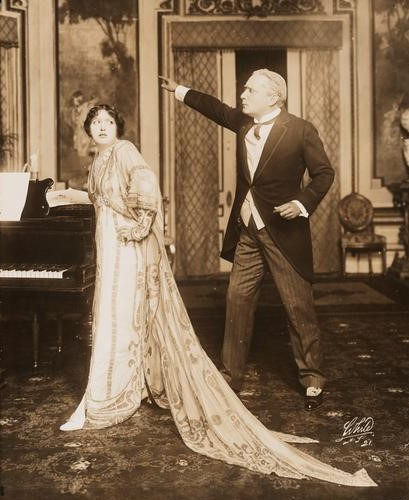
Avec son épouse Florence Reed, dans The Master of the House (Broadway, 1912)

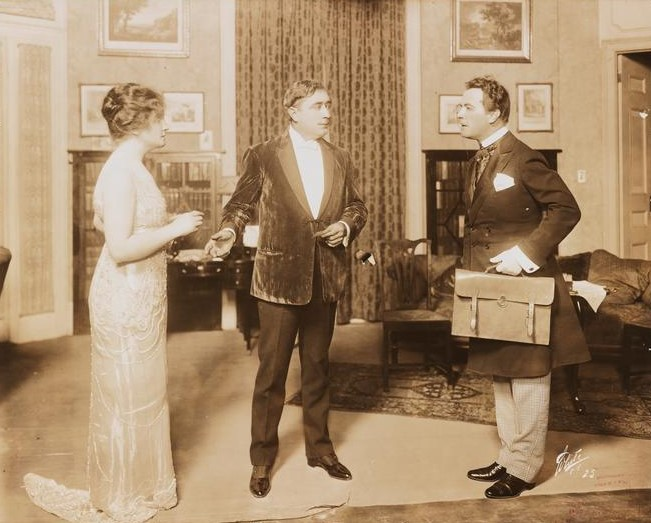
Avec Laura Hope Crews et Leo Ditrichstein (à d.), dans The Phantom Rival (Broadway, 1914)

Très actif au théâtre, Malcolm Williams y débute durant les années 1890 et joue notamment à Broadway (New York) dans vingt-trois pièces entre 1896 et 1931 (auxquelles s'ajoute une comédie musicale en 1909). Mentionnons The Master of the House d'Edgar James (1912, avec Florence Reed et Ralph Morgan), The Phantom Rival de Ferenc Molnár (1914-1915, avec Laura Hope Crews), Magnolia de Booth Tarkington (1923, avec Leo Carrillo et Elizabeth Patterson), Derrière l'horizon d'Eugene O'Neill (1926-1927, avec Thomas Chalmers et Aline MacMahon), ou encore The Breaks d'Elliott et J. C. Nugent (1928, avec les auteurs et Sylvia Sidney).
Au cinéma, exclusivement durant la période du muet, il contribue à cinq films américains, depuis The Brute (en) de Thomas N. Heffron (1914, avec House Peters) jusqu'à The First Kiss de Rowland V. Lee (1928, avec Fay Wray et Gary Cooper). Citons aussi The Dancing Girl d'Allan Dwan (1915, avec William Russell).
Dans The Dancing Girl, Malcolm Williams joue également aux côtés de Florence Reed (1883-1967) nommée plus haut, son épouse depuis 1908, restée veuve à sa mort en 1937, à 66 ans.

## Théâtre à Broadway (intégrale)
(comme acteur ; pièces, sauf mention contraire)
- 1896 : The War of Wealth de Charles T. Dazey : Philip Norwood
- 1899 : A Young Wife de J. K. Tillotson
- 1900 : Caleb West de Michael Morton : Bill Lacey
- 1901 : Unleaved Bread de Leo Ditrichstein et Robert Grant
- 1906 : The Light Eternal de Martin V. Merle
- 1907-1908 : Polly of the Circus de Margaret Mayo : Révérend John Douglass[1]
- 1909 : The Candy Shop, comédie musicale, musique et lyrics de John L. Golden, livret de George V. Hobart : Ned Johnson
- 1910 : La Femme X (Madame X (en)) d'Alexandre Bisson, mise en scène de George F. Marion : Laroque
- 1911-1912 : The Stranger de Charles T. Dazey : Howard Carter
- 1912 : The Typhoon d'Emil Nyitray et Byron Ongley
- 1912 : The Master of the House d'Edgar James : Frederick Hoffman
- 1913 : The Painted Woman de Frederic Arnold Krummer, mise en scène de John Cromwell
- 1913 : The Girl and the Pennant de Rida Johnson Young et Christy Mathewson
- 1914-1915 : The Phantom Rival de Ferenc Molnár, production de David Belasco : Frank Marshall
- 1918-1919 : Roads of Destiny de Channing Pollock : « Alec » Harley[2]
- 1920-1921 : The Mirage de (et mise en scène par) Edgar Selwyn : Henry M. Galt
- 1923 : Magnolia de Booth Tarkington : Général Orlando Jackson
- 1926 : The Wisdom Tooth de Marc Connelly : M. Porter
- 1926 : God Loves Us de J. P. McEvoy : George W. Dawson
- 1926-1927 : Derrière l'horizon (Beyond the Horizon) d'Eugene O'Neill : James Mayo
- 1927 : The Comic de Lajos Luria, mise en scène de J. C. Nugent : le directeur
- 1928 : The Breaks d'Elliott et J. C. Nugent, mise en scène d'Alan Dinehart et J. C. Nugent : Manson
- 1928-1929 : Little Accident (en) de Floyd Dell et Thomas Mitchell : J. J. Overbeck
- 1930-1931 : Purity de Rene Wachthausen, mise en scène de Stanley Logan : M. Leon

## Filmographie complète

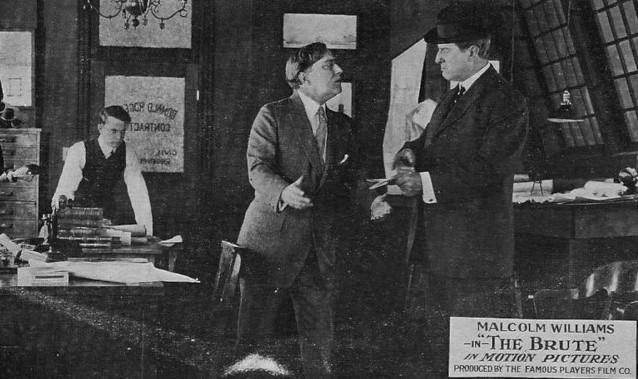
Avec House Peters (chapeau), dans The Brute (1914)

- 1914 : The Brute (en) de Thomas N. Heffron : Donald Rogers (rôle-titre)
- 1915 : The Dancing Girl d'Allan Dwan : le quaker
- 1916 : The Idol of the Stage de Richard Garrick : Philip Van Kortland
- 1918 : Empty Pockets (en) d'Herbert Brenon : Perry Merrithew
- 1928 : Le Bateau de nos rêves (The First Kiss) de Rowland V. Lee : « Pap »